# 臺北府城北門

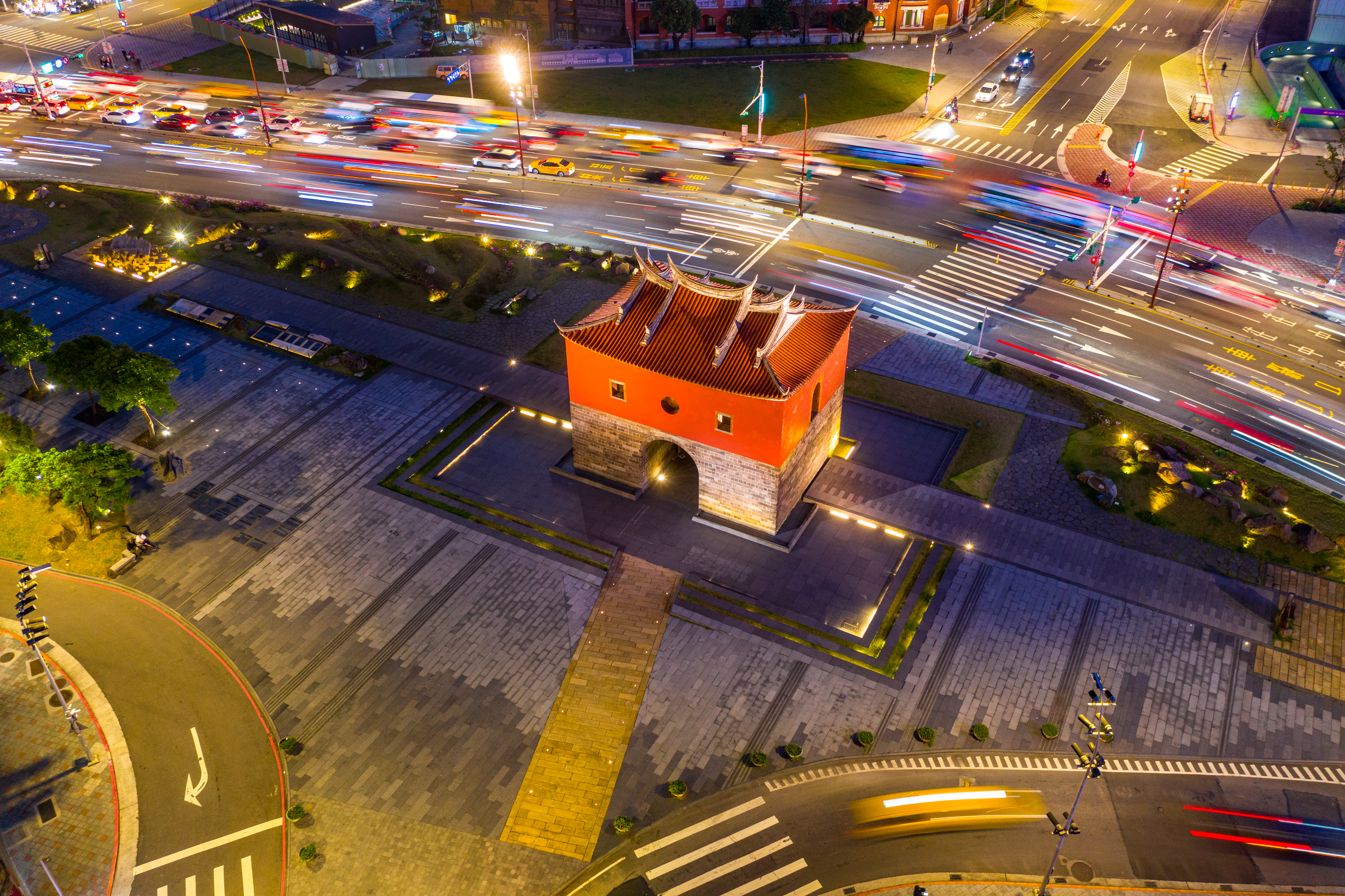
北門廣場夜景

臺北府城北門，正式名稱為承恩門、或逕稱為北門，是位於臺灣臺北市中正區的清代城門建築，為臺北府城的正門。坐落於現今臺北市忠孝西路、延平南路與博愛路交叉口，落成於清光緒十年（1884年），為臺北府城五大城門中唯一完整保持建城時代原貌者，是臺灣新式城門的代表作，也是臺北市區僅存不多的清代建築之一。門外原建有甕城，今已不存。現與臺北府城其他城門共同列為中華民國國定古蹟。
北門是臺北建城的標誌性建築，曾長期欠缺應有的史蹟與地景維護，亦曾因1978年啟用的北門高架橋（忠孝橋引道）緊貼北門旁通過，使北門周遭在視覺上受到嚴重的遮蔽。2006年以降，北門的活化陸續被列入「中央車站與中央公園整體規劃設計案」、「台北車站首都核心特區」、台北雙子星與「台北雙L型文創軸帶」等計畫中。2015年啟動都市復興計畫，將北門的景觀併入西區門戶計畫。2016年拆除北門高架橋，同時於城門周圍打造廣場式的開放空間，冀重塑北門為「國門」意象並成為臺北的歷史地標。2024年6月，北門因年久失修，市府展開工程修復古蹟。

## 建築形式

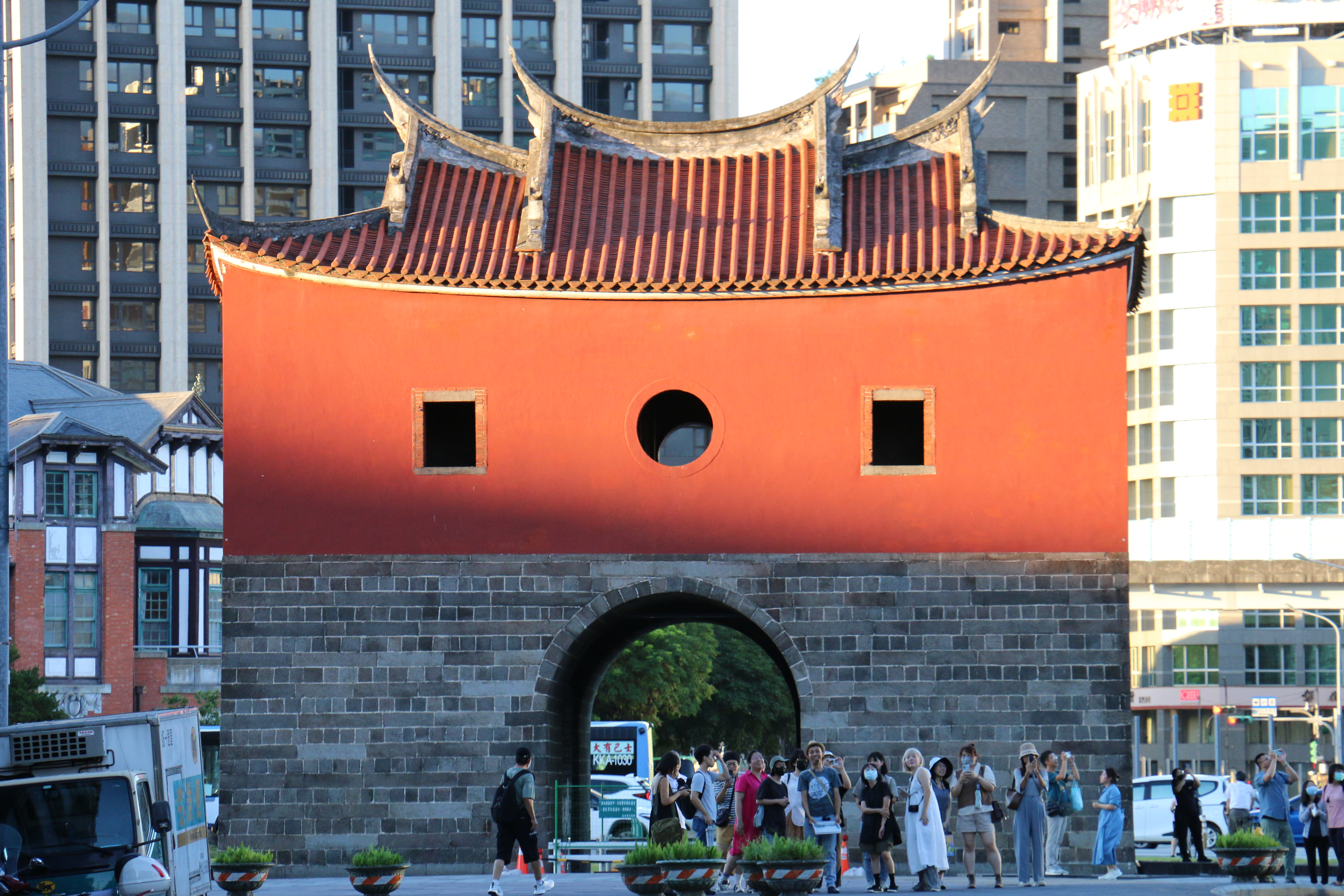
北門背面與廣場遊客

北門與除小南門外另三座城門皆屬於封閉的碉堡式城門，1905年西門遭拆除，1966年小南門、東門、南門被改建為宮廷式建築，僅有北門保留閩南式建築原貌。
城門台座的石材採用的是大直北勢湖一帶山區的安山岩，經交錯堆砌而成。城樓外壁則以紅磚砌成，將城樓內部空間完全包圍，並且和屋頂、台座連為一體，以加強結構；北面外壁接近圓拱門洞上方處有橫額，中間題有「承恩門」三字，加上落款「光緒壬午年」與「良月吉日建」。屋頂為傳統臺灣建築常見的單簷重脊歇山式屋頂；有對外監視作用的二方一圓外壁窗洞較一般城門稍小，這兩個特徵都與東門類似。城樓內部空間另外有一道內壁，與外壁形成一個「回」字形構造，雙重護衛城樓中央的活動空間。

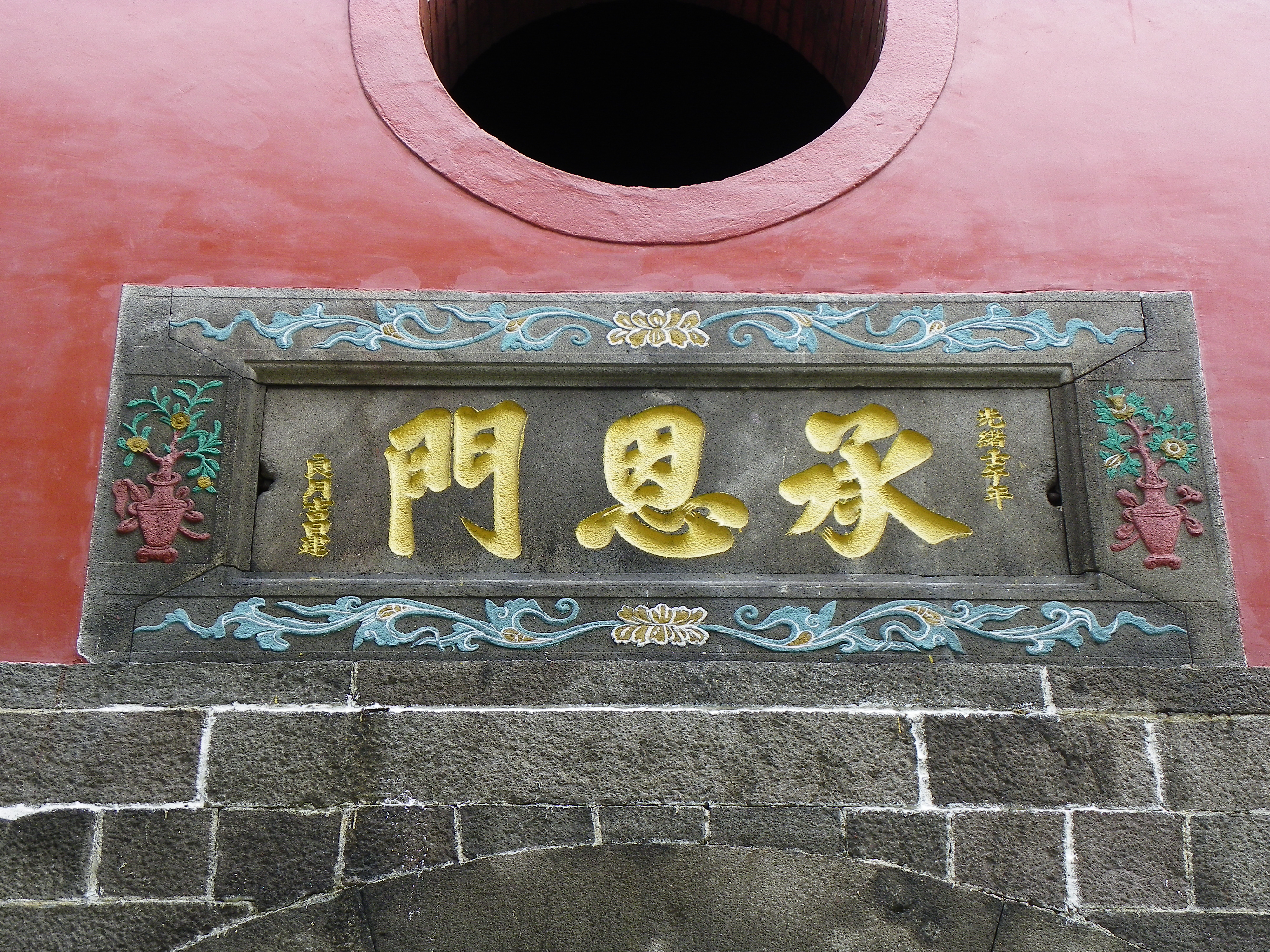
北門門額，位於北面門洞上方

## 歷史

### 臺灣清治時期
在官員長期主導與地方仕紳的贊助下，台北府城於清治光緒10年（1884）年正式落成於艋舺（今萬華區）與大稻埕兩地中間的地帶。北門即為五座城門之一，可以說是台北府城的正門。
除了作為大稻埕（約略位於台北府城西北方）居民進城與出城的主要通道，基於城門方位上面向淡水河口的緣故，因此對於防禦上的功能也有所側重。在城門本身的防禦式設計外，另外還在城門北側增建一道方形的外廓（俗稱「甕城」），將城門半面包圍，且設計外廓的圓拱門洞與城門門洞間互不相對（東門亦有此類外廓設計，但為接近橢圓形的外廓）；外廓北面門洞上方處有題著「巖疆鎖鑰」四字的橫額，該橫額後來隨著日本當局拆除外廓，而流落成為總督官邸（今臺北賓館）涼亭的礎石；戰後移至新公園（今二二八和平公園）的「碑林」陳列，直到1998年2月才重新移回北門前方空地。
此外，當時清帝國官員進入台北府城，經常是搭船沿著淡水河上溯，到離北門外不遠處的岸邊上岸，然後從北門進城，因此北門外還曾經設有一座木造的接官亭。自北門往城內方向則直結北門街（今博愛路），可以通往巡撫衙門及布政使司衙門（前者現已不存；後者只保留一部分，並移置於植物園內）等官廳。
清國末年至日治初期北門曾整修過一次，其差異性在於屋頂滴水下清治時期有一道大約20公分左右的凹槽，而日治時期時，其凹槽即消失。

### 臺灣日治時期

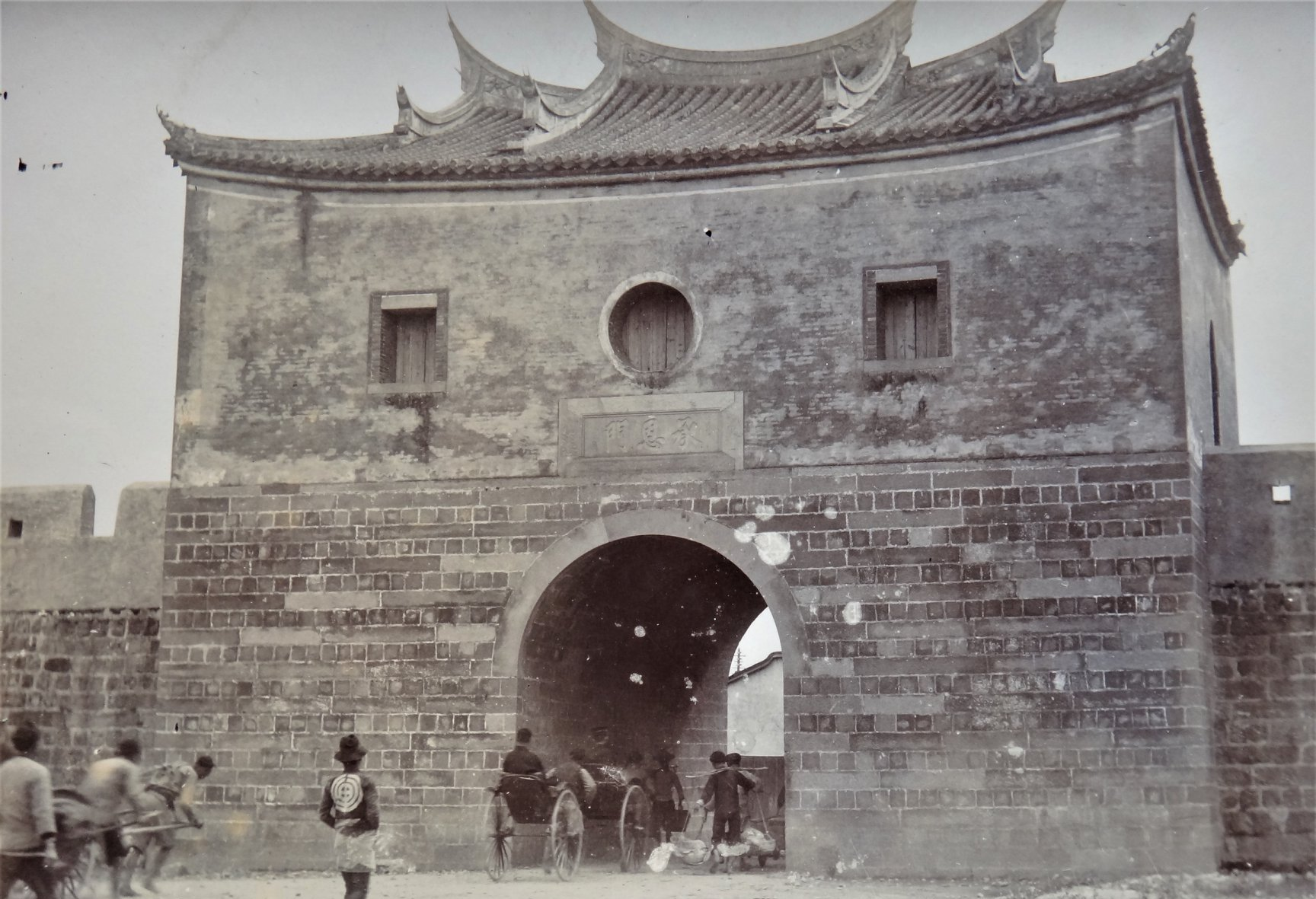
1895-1901年間的臺北府城北門

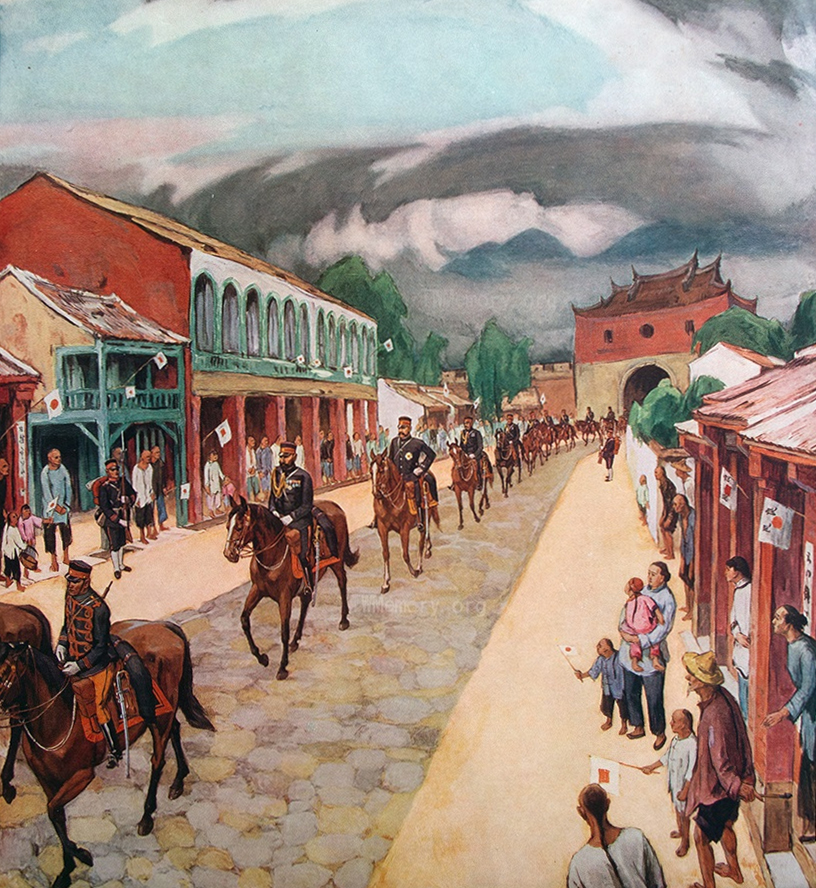
日軍進臺北城想像圖；遠方為北門，騎馬第2人為北白川宮能久親王

1895年6月7日，已經於台灣北部登陸的日軍應仕紳代表辜顯榮等人請求，準備進入當時接近無政府狀態的台北府城。於北門外躊躇不前時，又得一老婦協助，兵不血刃地從北門進城，開啟日治時期的殖民序幕。
日人執行「市區改正」計畫，至1904年已拆除台北府城大半城牆。1905年拆除西門後，原本欲進一步拆除包括北門在內的剩下四座城門，後來在學者山中樵及其他學者的請命之下，加上民政長官後藤新平的支持，才得以避免被拆除的命運。之後又於1935年依《史蹟名勝天然紀念物保存法》指定為史蹟加以保存。
原有的城牆被拆除後，牆基皆重新開闢為三線林蔭大道，被稱為「三線路」。北門的位置正好位於北三線路（今忠孝西路）與西三線路（今中華路）間的接點，加上其他整建或新設道路的交會，變成立於圓形安全島上的北門，有逐漸成為道路交通要衝地標的態勢。而在北門附近，日本人也新建了兩棟公共建築——鐵道部廳舍（1919年落成，後成為臺灣鐵路管理局本部所在地）與台北郵便局（1930年落成，今台北郵局）。淡水線鐵路亦曾有一個以北門為名的車站，設於城門北邊一段距離處（1915年～1923年）。

### 臺灣戰後時期

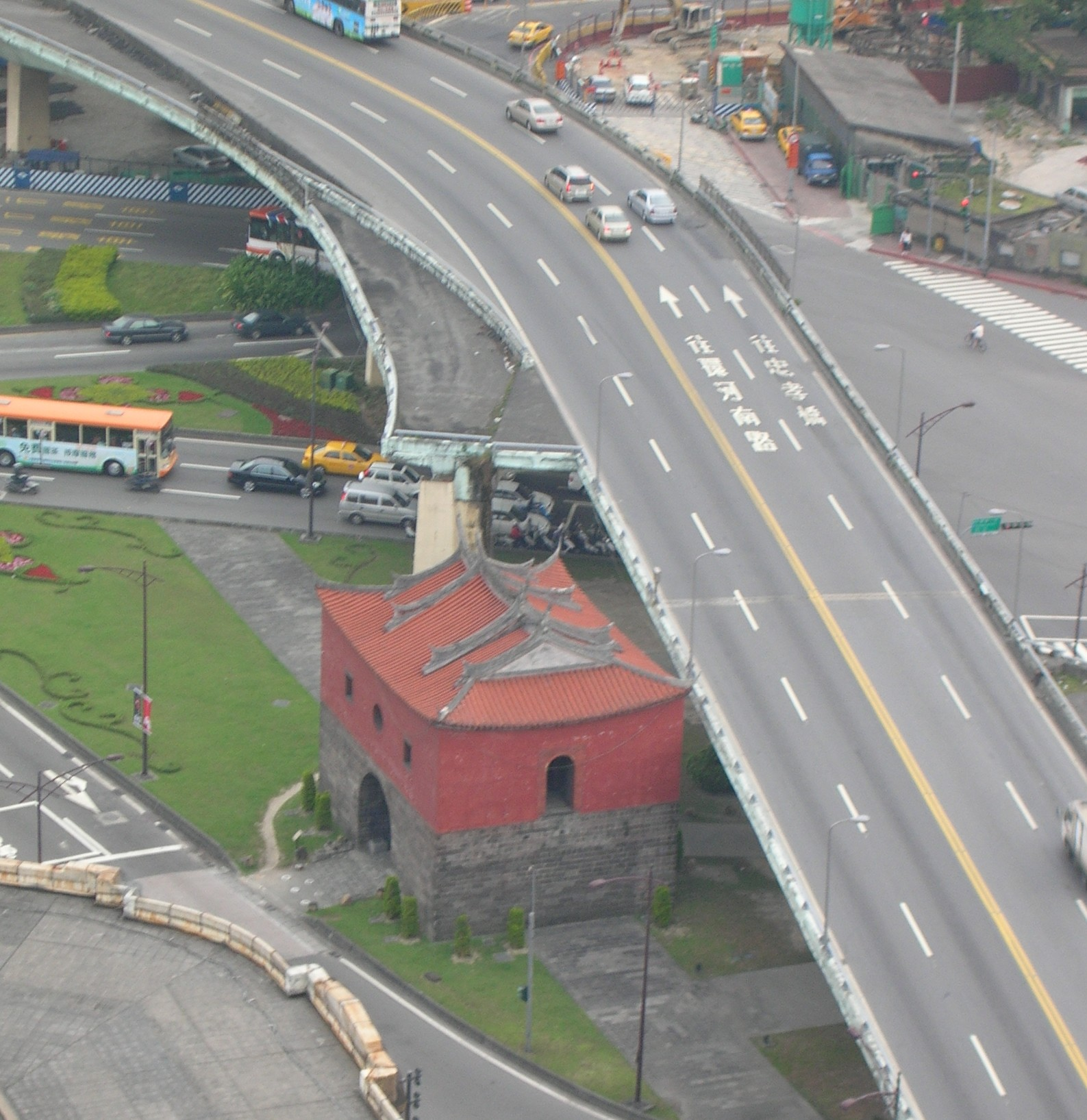
1976年至2016年間被高架橋遮蔽的北門

戰後初期，北門在內的四座城門，因為年久失修，加上不受重視的結果，破損的情形日漸嚴重。1966年，台北市政府開始以「整頓市容以符合觀光需要」為由，將東門、南門和小南門改建為宮殿式建築。北門本來也在改建之列，不過由於當時已經計畫在忠孝西路上興建高架道路（北門高架橋，又被訛稱為忠孝橋引橋），並且將通過北門所在位置，因此預定直接拆除北門，不再改建。
1976年，北門高架橋開工，在學者極力爭取下，市政府才同意修改興建方案，改以彎道繞過北門所在位置。北門高架橋完工後的十幾年間，北門被高架道路主線和延平南路匝道緊密包夾。所幸整體原貌終未受太大破壞。過去北門不但未受到應有的維護，還經常被用來作為國家慶典或政治宣傳時搭建牌樓或油漆標語的場所。城樓外壁也在1970年代末期整修後，一度被以漆有紅底白線的木板所做成的「仿外壁」包覆取代，頗受批評。1983年，經內政部評定為國家一級古蹟後，這種對外觀的間接破壞才略為減少。1992年台北市政府承諾不再於北門上搭建牌樓或任意油漆。
1995年，北門高架橋的延平南路匝道因使用率偏低被拆除，解除了北門被包夾的命運，但主線對於北門仍然繼續造成北面視覺上的遮蔽。另外，台北捷運南港線施工時，由於北車站～西門站間路線將自北門下方穿越，因此當時也受到不少注目。除了進行建物監測及潛盾隧道施作工法的修正外，並於城門的圓拱門洞及台座架設大型支撐系統（1996年拆除）。1998年左右，北門再次進行整修，並將「巖疆鎖鑰」橫額移回城門前方空地陳列。整修完成後，搭配夜間景觀燈，呈現出北門日夜不同的風貌。

### 周圍整建時期

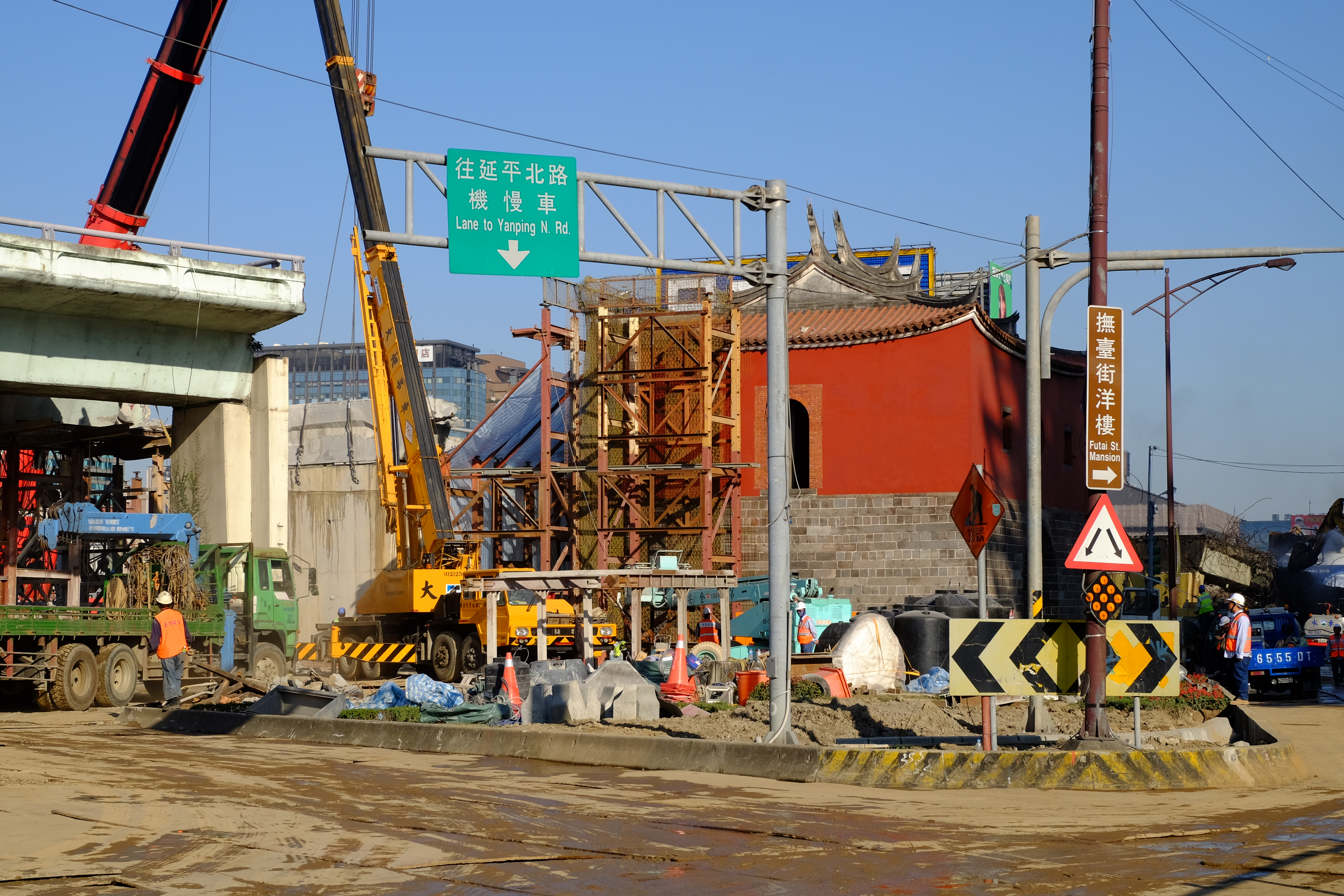
2016年忠孝橋北門高架橋拆除

北門周邊國定古蹟眾多、亦地處交通要道之間，北門的活化陸續被列入「中央車站與中央公園整體規劃設計案」、「台北車站首都核心特區」、「台北雙子星」與「台北雙L型文創軸帶」等計畫中。
2013年6月28日，台北市政府編列1700萬元，計畫於2016年2月拆除北門高架橋。並計畫整合承恩門、台北郵局、台灣總督府鐵道部廳舍、台北鐵道工場等多座年代橫跨清治、日治與戰後後至今的文化資產，重塑為「記憶城區」，重現古代入台北府城的新意象。2015年台北市政府直接執行已排定好拆除作業的「北門高架橋」，並計劃推動西區門戶計畫區。為避免拆除工程影響到用路人，市政府決議選在影響最小的春節期間進行拆除作業。於隔年2月7日除夕夜，開始進行北門高架橋拆除工程，並於2月13號正式完工通車。在短短7天內原本圍繞著北門的北門高架橋正式被完全拆除，結束被過時的交通建設包夾將近40年的日子，之後將結合週邊文物古蹟打造北門廣場。

### 北門廣場與永久路型時期

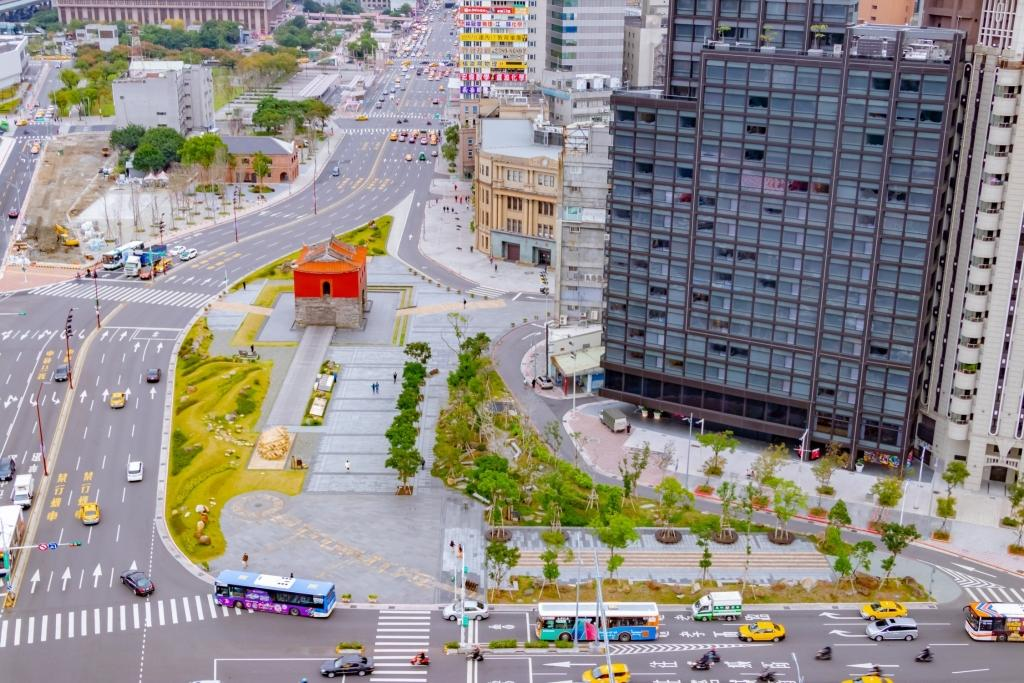
北門廣場全景

2017年8月3日，北門廣場正式完工。此次改造將周圍原本錯綜複雜的七岔路口調整為簡單的兩個正交十字路口，提高了主要幹線忠孝西路與中華路平均車速，也將過去北門周邊近十塊零星綠地統合為一，使北門有更開闊的視野。

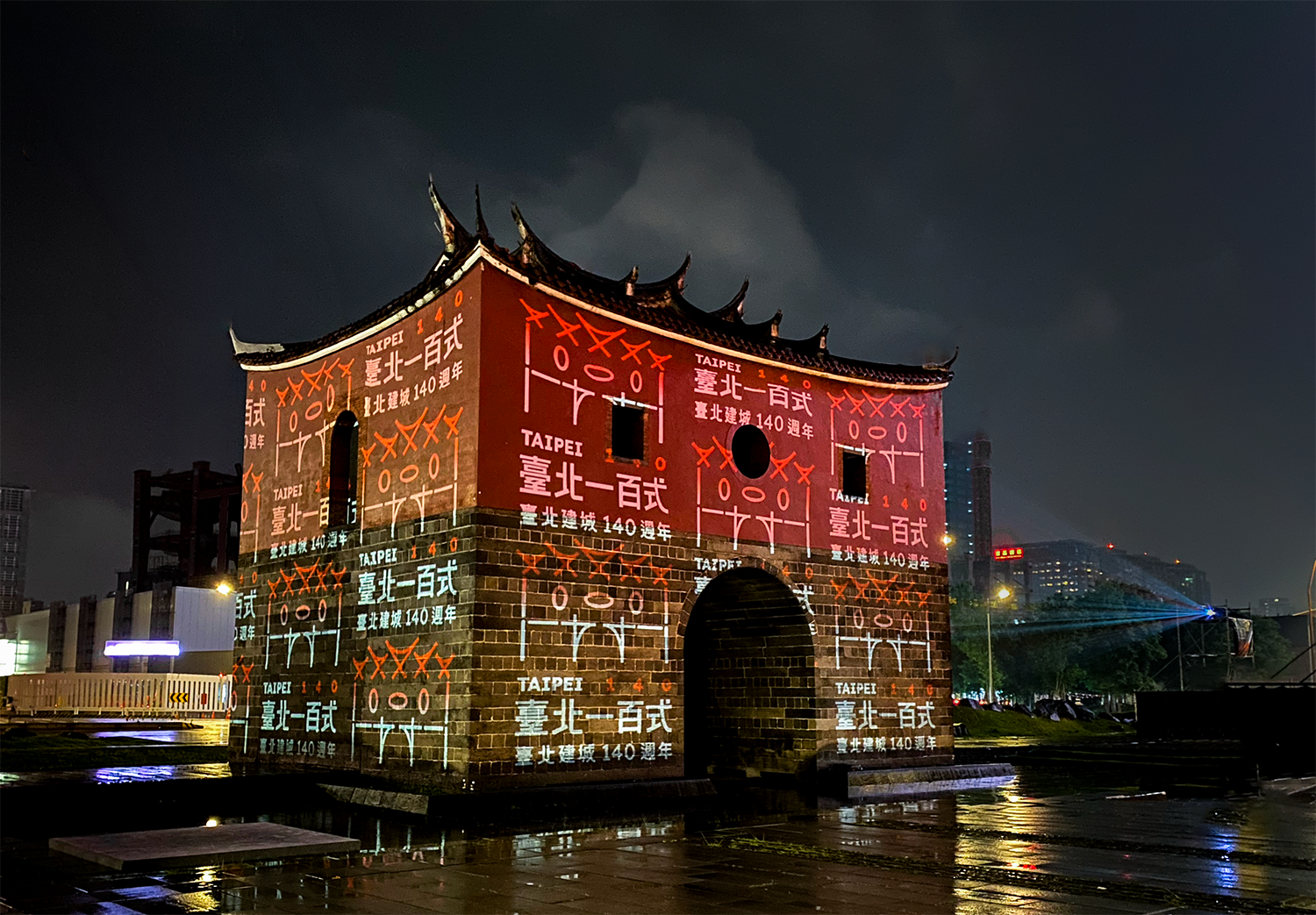
2024年臺北建城140年北門光雕秀

北門廣場融合了許多設計元素，包含了日治時期的鐵路、三線路等，還重現了清代古城牆的位置及推砌手法，並栽種了古代當地的樹種（清代之樟樹、楓香、素馨花；日治時期之茄苳）。廣場上總共設有十一面的解說牌，介紹北門從古至今的歷史、以及附近的古蹟景點等。廣場周圍也連接了許多景點與古蹟，包含了西區門戶計畫之一的臺北行旅廣場、「西區門戶六大城市博物館群」（國立臺灣博物館鐵道部園區、國家攝影文化中心臺北館、郵政博物館臺北北門分館、國立臺灣博物館土銀展示館、國立臺灣博物館、以及目前規劃位於臺北市議會舊址的城市願景館），還有三井倉庫、大阪商船台北支店、撫臺街洋樓等。北門廣場彷彿是個火車頭，串連起整個臺北西區的歷史。
2024年，因慶祝台北建城140週年，時任台北市長蔣萬安宣布北門展開修復，負責修復規劃及監造工程的建築師楊仁江表示，此次修復重點在於屋頂翻修及東側牆面修補，還有城門內部的木門，預計2025年底完工。臺北市政府文化局指出，修復總工程經費約新台幣3200萬元。

## 附近地方特色
- 臺北行旅廣場
- 臺灣總督府交通局鐵道部
- 臺北郵局
- 三井倉庫
- 台北北門世民酒店
- 撫臺街洋樓
- 台北捷運北門站
- 台北雙子星大樓
- 機場線台北車站
- 萬華運動中心
- 台北市公共自行車租賃系統開封西寧路口站
- 台北市公共自行車租賃系統捷運北門站（3號出口）

## 外部連結
- 莊展鵬，《北古城之旅》，遠流，1995
- 莊展鵬、王明雪，《台北古城深度旅遊》，遠流，2000
- 李東明，《永遠的北淡線》，玉山社，2000
- 魏德文，《穿越時空看臺北 臺北建城120週年》，臺北市政府文化局，2004
- 河出圖社，《古地圖台北散步 一八九五清代台北古城》，果實，2004
- 北門-承恩門環景(忠孝橋拆除後外觀) （页面存档备份，存于），Eyehouse 提供
- 西區門戶計畫官網 （页面存档备份，存于）
- 北門_承恩門-臺北旅遊網